# Víctor Yturbe
Víctor Yturbe, El Pirulí (Guadalajara, Jalisco, México 8 de mayo de 1936-Atizapán de Zaragoza, Estado de México 29 de noviembre de 1987), cuyo nombre verdadero fue Víctor Manuel de Anda Yturbe, fue un cantante mexicano de boleros, considerado uno de los mejores intérpretes de este género en su país. Su nacimiento artístico fue en Puerto Vallarta, Jalisco. Fue asesinado en su casa, en la zona residencial Arboledas en Atizapán de Zaragoza, en el Estado de México. Grabó numerosos discos, siempre con la colaboración de Chamín Correa, El Primer Requinto de América.[cita requerida] Su primer éxito a nivel nacional fue en 1969 con la canción Felicidad del maestro Armando Manzanero que llegó a los primeros lugares de popularidad.

## Inicios
En la década de los sesenta, trabajó como payaso acuático en el show de esquís en Acapulco. Tras un accidente en la columna vertebral, en marzo de 1964, se aloja en el Hotel Posada Vallarta, donde empieza a cantar profesionalmente en el bar del hotel. De esa experiencia, salen sus primeras composiciones, y al poco tiempo graba su primer álbum, titulado "Noches en la Posada Vallarta", del cual se destaca el popular tema "Puerto Vallarta".[cita requerida]

## Sencillos
De la discografía de Víctor Iturbe destacan temas como:
- Mi segundo amor
- Puerto Vallarta
- Imágenes
- Motivos
- Verónica
- Soy lo prohibido
- Yo lo comprendo
- Miénteme
- Señora
- Tres regalos
- La última canción
- Felicidad
- Mil besos
- Verdad Amarga
- Te pido y te ruego
- Sabrás que no me quieres

## Algunos datos sobre su vida
- De niño montaba los caballos parejeros de su padre y se dedicaba a la charrería, gusto que rescató más tarde al adquirir su propio rancho y al organizar diversos eventos con los charros de Puerto Vallarta.
- Según el portal familysearch.org, se comenta que sus padres fueron Jesús Manuel de Anda Porras y Lucía Iturbe Villegas. Así mismo, se sabe que tuvo un hermano llamado Antonio "Tony" De Anda.
- Fue locutor del programa "La Hora Fresa" en la antigua estación de radio "RadioMil 1000 AM" de la Ciudad de México.
- El apodo de "El Pirulí" se originó en el tiempo que Víctor trabajaba como payaso acuático. En una presentación, perdió el equilibrio y, como no sabía nadar, se aferró a los esquíes para no ahogarse y el locutor que entonces narraba lo que sucedía exclamó: "¡Miren, este parece un pirulí”.[1]
- El primer disco de "El Pirulí", titulado "Noches en el Posada Vallarta" y editado en 1964, fue un "producto especial" encargado y patrocinado en su totalidad por el entonces dueño del Hotel Posada Vallarta, quien a través de este disco buscaba promover su hotel y dar un regalo especial a sus huéspedes. De esta producción especial, hubo un excedente que se envió a Casa Lemus, distribuidora de discos que empezó a venderlo al público, y se obtuvo gran demanda.
- La primera canción que lo hizo famoso fue "Confidencias de amor" y Víctor se enteró de forma casual del éxito de este tema en un viaje que hizo de Vallarta a Guadalajara. Tomó un taxi y escuchó que "Confidencias de amor" estaba en los primeros lugares de la radio. El taxista, que no lo conocía le dijo "Ah, es ese… de Vallarta". Víctor, asombrado y emocionado, llamó a su esposa para contarle.[cita requerida]
- El Café Ipanema fue el primer lugar de la Ciudad de México en el que cantó (1967). En poco tiempo este lugar se convirtió en uno de los más concurridos. Tiempo después fue dueño de su propio café llamado "D' Pirulí", el cual se encontraba en las cercanías del Teatro de los Insurgentes.[cita requerida]
- Le gustaba volar aviones a control remoto, subió a los planeadores, piloteó un avión Cessna de su propiedad y se compró un globo aerostático. En estas aventuras por los aires siempre estuvo acompañado de su amigo Manuel Santos. Víctor dejó esta obsesión por volar cuando estuvo a punto de perder la vida en su globo, chocando con un cable de alta tensión. Él se salvó pero su inseparable amigo Manuel murió. En esta aventura también los acompañaba Enrique Guzmán. A raíz del accidente en el globo, "El Pirulí" dejó de volar para plantar sus nuevas ilusiones y pasatiempos en la tierra, dedicando por completo los últimos tres años de su vida a su rancho "El Jilguero". Creía en la agricultura y en el nopal como importante alimento del futuro, así que sembró su rancho de nopal.[cita requerida]
- "El Pirulí" ha sido el mayor promotor turístico que ha tenido Puerto Vallarta en toda su historia y no era para menos… fue el lugar que lo vio nacer como artista, el lugar que estableció como hogar, el lugar en el que se casó. Presidió las famosas Fiestas de Mayo a mediados de los años 80, organizando las mejores fiestas que hasta hoy no han podido ser igualadas. Fue empresario, negoció directamente con los artistas más representativos de los 80 y los llevó a actuar a Vallarta, sabiendo que esto era un atractivo más para el puerto, siempre con el fin de promover el turismo.[cita requerida]
- Estuvo casado con Irma Pérez Guereña desde 1964 con quien tuvo 4 hijos: Víctor Manuel, Lucía (falleció antes de cumplir el año de edad), Lucía Astrea y Michelle.
- El primer programa de televisión en el que se presentó como cantante fue el programa de Paco Malgesto (Francisco Rubiales). Años después, Víctor llegó a tener un programa de televisión llamado "Un canto desde Guadalajara", que se filmaba en su rancho y a través del cual hizo mucha promoción a Vallarta.[cita requerida]
- Participó en varias ocasiones en el Festival OTI, y algunas personas lo llamaron el "Mil OTIS", sobrenombre que, lejos de ofenderlo o molestarlo, le hacía gracia y mientras esa gente lo llamaba así, él mismo se apodaba "el albañil de la canción" porque trabajaba todos los días, a toda hora y aun así se daba tiempo para atender a su familia y su rancho.[cita requerida]

- Actuó en dos películas: "Amor Sin Raza" y "Somos del Otro Laredo", así como hizo aparición en varios programas de la época.

- El último lugar en el que su voz se escuchó en vida fue el Hotel Fiesta Americana, en la Ciudad de México, donde realizaba una exitosa temporada en los días de su muerte.
- En un programa de Siempre en domingo, realizado en la Plaza de Toros Monumental Monterrey, subió hasta las gradas y continuó cantando mientras los técnicos conectaban extensiones de cable para el micrófono.[cita requerida]

- Su asesinato, ocurrido la noche del 29 de noviembre de 1987, nunca se esclareció. El caso se cerró, debido a la falta de información y de cooperación por parte de su familia.[cita requerida]

## Asesinato
La noche del 29 de noviembre de 1987, Víctor Yturbe "El Pirulí" se encontraba descansando en su casa del Fraccionamiento Arboledas del municipio Atizapán de Zaragoza, al norte del estado de México, cuando alguien llamó a su puerta (se sabía que su hija había salido sin llaves a la calle, por lo cual el cantante se apresuró a abrir). Al momento de abrir, una descarga de seis impactos de bala (calibre 9 mm tipo expansivas) lo mató. Investigaciones posteriores al asesinato revelarían que el cantante había sido amenazado por medio de una llamada telefónica; tiempo después, en la "reconstrucción de los hechos", se reveló que el cuerpo de "El Pirulí" fue arrastrado del lugar donde cayó muerto y que la alfombra, donde había rastros de sangre, se mandó a lavar para eliminar toda posible evidencia que hubiera ayudado a esclarecer el homicidio, lo que dio pie a que la escena del crimen fuera alterada por su propia familia.[cita requerida]

### Detalles del asesinato
Su asesinato ocurrió al filo de la medianoche del domingo 29 de noviembre de 1987. Víctor Yturbe se encontraba en su casa descansando viendo televisión, debido a que su concierto que tendría en la ciudad de Tijuana ese día se había cancelado. Esa noche, su esposa, Irma, y su hijo, Víctor Manuel, se encontraban cada uno en su habitación. "El Pirulí" y su familia habían salido a un paseo, y cuando regresaron Víctor recibió una llamada telefónica (el contenido de dicha llamada nunca pudo esclarecerse) que momentos después acabaría con su asesinato. Otra de sus hijas, había salido de su casa tiempo atrás (presumiblemente sin llaves). Investigaciones de los peritos de la Procuraduría determinarían que fueron tres sujetos que dispararon seis balas de calibre 9mm tipo expansivas, a una distancia de 8 metros.[cita requerida]
En el río Moritas, en Atizapán de Zaragoza, se descubrió un sillón ensangrentado que coincidía con el que se encontraba en la sala de la familia Yturbe. Se ha teorizado que en ese sillón estaba sentado El Pirulí cuando su esposa Irma le disparó, y posteriormente Jorge Vargas, amigo de la familia, ayudó a limpiar la escena del crimen. Todo protegido por Arturo Durazo Moreno.[cita requerida]
Al día siguiente, muchos periódicos amarillistas publicaron imágenes sin censura del cuerpo sin vida de Yturbe (ya fuera en las oficinas del SEMEFO, o cuando este ya estaba en el féretro).

### Posibles móviles del asesinato y cierre del caso
- Primero: Crimen pasional. Se menciona que el cantante sostuvo una relación con la mujer de un hombre involucrado en la mafia y en la política nacional que al conocer la relación de su mujer con el cantante, mandó matar a "El Pirulí".

- Segundo: Crimen por deudas. Se menciona que el cantante debía grandes cantidades de dinero, debido a que su rancho en Puerto Vallarta tenía 21 hectáreas de extensión y un valor de varios millones de pesos, aparte de la inversión realizada en cultivos y en animales.

- Tercero: Crimen por ajuste de cuentas. Se menciona que el cantante tenía nexos con el crimen organizado con los carteles que en ese momento, empezaban a aparecer en México y que tenía una vida de lujos, además de tener un estatus de vida que un cantante no se puede dar con su labor en el medio artístico.

En diciembre de 1987, la Procuraduría anunció el cierre del caso, gracias a la poca colaboración de la familia del cantante en la investigación del asesinato, su negativa a declarar y afirmar que el asesinato se debió a "un simple asalto", teoría que se desechó rápidamente debido a que los indicios señalaron que "en caso de asalto, aun habiendo resistencia de parte de la víctima, los asaltantes no atacan con tanto salvajismo", además del hecho de que no se reportó ninguna pérdida material.[cita requerida]

## Discografía
| Año de publicación | Título                                                                                              | Lista de canciones | Discográfica   |  |  |
| 1969               | Felicidad                                                                                           | 1. Felicidad (Armando Manzanero) | Discos Philips |  |  |
| 1969               | Caprichosa                                                                                          | 1. Quererte 2. Caprichosa 3. Yo no se 4. Mírame 5. Ojos españoles 6. A medias de la noche 7. Te lo agradezco 8. En la misma casa 9. Tus ojitos 10. Con un poquito de esta noche | Discos Philips |  |  |
| 1971               | Noches en la posada Vallarta                                                                        | 1. Que sabes tú 2. Mi destino fue quererte 3. Para olvidarte a ti 4. Quiero ver 5. Seguiré mi viaje 6. Si Dios me quita la vida 7. Mi segundo amor 8. Ave negra 9. Cuando calienta el sol (Hermanos Rigual) 10. La retirada 11. Puerto Vallarta (Gabriel Ruíz) 12. Confidencias de amor | Discos Philips |  |  |
| 1971               | Te pido y te ruego                                                                                  | 1. Te Pido y Te Ruego (Arnulfo Vega) 2. Y Volveré (Alain Barriere) 3. Ten Cuidado (Carmen V.Esteva) 4. Orfeo Negro (Luis Bonfa) 5. Quien (Arnulfo Vega) 6. Cantando (Agustín Montaño H) 7. Vuelve a Mi/Contigo (P.Sánchez/Mejía/C.Estrada) 8. Yo se que no es Feliz (Leo Dan) 9. Somos (Mario Clavel) 10. Nadie Simplemente Nadie (Susana Fernández) | Discos Philips |  |  |
| 1972               | Imágenes                                                                                            | 1. Dame Amor (Arnulfo Vega) 2. Mi Segundo Amor (Los Cuates Castilla) 3. Acá (Indalecio Ramírez) 4. Volveré (María Grever) 5. Ahora que soy Libre (J.Alfonso) 6. Imágenes (Frank Domínguez) 7. Ven que te quiero (Arnulfo Vega) 8. Volver, Volver (Fernando Z. Maldonado) 9. Ven, Ven mi Amor (Carlos Blanco) 10. A mi Manera (Paul Anka) | Discos Philips |  |  |
| 1972               | Simplemente                                                                                         | 1. El triste 2. Cuidado 3. Como no 4. Peleas 5. Hoy sé reír 6. Mi viejo 7. ¿Sabes de qué tengo ganas? 8. Esta vez 9. A la orilla del mar 10. Mientras viva | Discos Philips |  |  |
| 1972               | Condición                                                                                           | 1. Condición (Gabriel Galindo Ruiz) 2. Verónica (Carlos Blanco) 3. No quiero verte más (Arnulfo Vega) 4. Miénteme (Alberto Domínguez) 5. Volveré por tu Amor (Alain Barrieri) 6. La última canción (Paulo Sergio) 7. Sabrás que no me quieres (Rubén Fuentes) 8. El Retrato (Indalecio Ramírez) 9. Amor, no me quieras tanto (Rafael Hernández) 10. No soy de aquí, ni soy de allá (Facundo Cabral)                                                                                 | Discos Fontana |  |  |
| 1974               | Solo para adultos                                                                                   | 1. Los hermanos Pinzones 2. La mesera 3. La San Marqueña 4. La Chulis 5. No es justo 6. El magnífico elefante 7. Tomando te 8. La criada 9. Eustolia | Discos Fontana |  |  |
| 1974               | Lo Mejor de Mi...                                                                                   | 1. A que no (Roberto Cantoral/Dino Ramos) 2. Ven juntito a mi (R. Rodolfi) 3. Que será de ti (A.Marcos/M.Marcos) 4. Te solté la rienda (José Alfredo Jiménez) 5. Ya no estás (Benjamin "Chamin" Correa) 6. Es una locura (Roberto Cantoral/Dino Ramos) 7. Soy lo prohibido (Roberto Cantoral/Dino Ramos) 8. Nada de nada (J.L.Almada/J.Macias) 9. Nunca supe más de ti (Sergio Denis) 10. El rey (José Alfredo Jiménez) 11. El día que me quieras (Carlos Gardel/ A. Le Pera)       | Discos Fontana |  |  |
| 1975               | El Cantar...Me Esta Gustando                                                                        | 1. Me está gustando 2. No vuelvo contigo 3. Mi compañera 4. Propuesta 5. Amor sin respuesta 6. En la orilla del mar 7. Por ti 8. Así te ha de ir 9. La fiel gaviota 10. Temor 11. Payaso Pirulí | Discos Philips |  |  |
| 1975               | José Alfredo:Yo también me Atreví a Interpretarte                                                   | 1. Que te vaya bonito (José Alfredo Jiménez) 2. Extráñame (José Alfredo Jiménez) 3. Si nos dejan (José Alfredo Jiménez) 4. De un Mundo raro(José Alfredo Jiménez) 5. El jinete(José Alfredo Jiménez) 6. Cuando salga la luna (José Alfredo Jiménez) 7. Cuando vivas conmigo (José Alfredo Jiménez) 8. Paloma querida (José Alfredo Jiménez) 9. Guitarras de media noche (José Alfredo Jiménez) 10. La enorme distancia (José Alfredo Jiménez) Dirección: Arnulfo M. Vega            | Discos Philips |  |  |
| 1977               | Que Todo Quede Como Esta                                                                            | 1. Chamaca (Roberto Cantoral) 2. Amnesia (Dino Ramos y Chico Novarro) 3. Que seas feliz (Consuelo Velázquez) 4. Vicio (Dino Ramos) 5. Tu ausencia (Martha Rangel) 6. Es por ti (Alejandro Correa) 7. Que todo quede como está (Heriberto Estrada) 8. Algo contigo (Chico Novarro) 9. Como la primera vez (Alejandro Correa) 10. Amor y olvido (S.Rangel y G.Luna de la Fuente) 11. Beso chiquito (David Luna)                                                                       | Discos Philips |  |  |
| 1978               | De Vez en Vez...                                                                                    | 1. Amor barato 2. Usted 3. Alma de nadie 4. Imposible 5. Falsa 6. Amanecer 7. De vez en vez 8. A pesar de todo 9. Te odio y te quiero (Alecio Yiso) 10. Consentida 11. No soy un ángel | Discos Philips |  |  |
| 1981               | Ni Retiro Ni Regreso                                                                                | 1. Señora (José García Sardana) 2. Estoy perdido (Óscar Chávez) 3. Para que volver (Roberto Cantoral) 4. Carne nueva (Roberto Cantoral) 5. ¿Qué te parece? (José Manuel Figueroa "Joan Sebastián") 6. Me siento fácil (Lolita de la Colina) 7. Aún está caliente (Luis Aguile) 8. Hoy que llueve (Roberto Cantoral) 9. Perdón amigo (Denisse de Kalaffe) 10. Canción fina (José María Napoleón)                                                                                     | Discos Philips |  |  |
| 1982               | El Siempre Romántico                                                                                | 1. El principio de mi fin (Juan Gabriel) 2. Desahogo (Roberto Carlos) 3. A ciegas (Benjamín "Chamin" Correa y Víctor Yturbe "El Piruli") 4. Volvería a empezar (Pendiente) 5. Todo sigue igual (Sergio Esquivel) 6. Ansiedad (J.Enrique Sarabia) 7. No y No (Oswaldo Flores) 8. Total (Ricardo García Pedomo) 9. Ese (Carlos Lico) 10. Tu eres mi destino (Carlos Gómez) | Discos Philips |  |  |
| 1983               | Ojos españoles                                                                                      | 1. Ojos españoles (B.Kaempfert) 2. Volveré (María Grever) 3. Ahora que soy libre J.Alfonso/J.Eduardo) 4. Ay cariño (Federico Baena) 5. Ven, ven mi amor (Carlos Blanco) 6. Ven que te quiero (Arnulfo Vega) 7. Imágenes (Frank Domínguez) 8. Mil besos (Emma Elena Valdelamar) 9. Dame amor (Arnulfo Vega) 10. Amnesia (Dino Ramos/Chico Novarro) | Discos Philips |  |  |
| 1985               | Recordando a los Grandes del Bolero Ranchero Acompañamiento:El Mariachi de Jesús Rodríguez de Hijar | 1. Siempre viva (Alfredo Núñez de Borbon) 2. Mucho corazón (Emma Elena Valdelamar) 3. Potpourri Javier Solís (Lloraras, Esclavo y Amo, Entrega Total, Que Va y Sombras) 4. Quiero (Chamín Correa) 5. Y (Mario de Jesús) 6. Yo quiero ser (Rosendo Montiel) 7. Me despertó la realidad (Juan Gabriel) 8. Motivos (Italo Piazzolante) 9. Me recordarás (Adolfo Salas) 10. Potpourri: Pedro Infante (Mi cariñito, A la orilla del mar, Muñeco de cuerda, Di que no y Amorcito corazón) | Discos Philips |  |  |
| 1986               | Ni Más Ni Menos                                                                                     | 1. Ni Más Ni Menos 2. Si Te Vas 3. A Duras Penas 4. Quedate 5. Solo Y Sin Ti 6. De Esa Agua No He de Beber 7. Atrapado 8. Tu Pecado Más Nuevo 9. No Le Hables de Mi 10. Compréndelo | Discos Philips |  |  |